# 電擊王
「電撃王」（でんげきおう）是MediaWorks（現ASCII Media Works）發行的遊戲雜誌。
1992年從角川書店獨立出來的MediaWorks以「Comptiq」的編輯群為主力，在1993年1月8日電撃系列的月刊電腦遊戲雜誌的身分而創立本刊。是當初少數採用A4大小的雜誌，並以「遊戲雜誌最大頁面」作為其賣點。另外作為Comptiq賣點之一的讀者參加計劃的連載也同樣在本雜誌中進行，並因此誕生了『クリス・クロス』等作品。國際中文版則是授權青文出版社發行。
2001年中，以成人遊戲為主的「電撃姫」另外從本雜誌獨立出來。之後因為非成人向電腦遊戲的市場開始衰退，於是轉變成以遊戲製作人岡本吉起的連載專欄開始，成為以遊戲開發者的訪談和報告遊戲業界情報內容為主的雜誌。
2003年2月號更改雜誌名稱為「DENGEKI GAMES」（デンゲキゲームズ）企圖煥然一新（變更最初號稱作「誕生號」），但在2004年3月號開始休刊。之後2006年在PlayStation 3及Wii一起發售的同年的12月1日中，曾經以「電撃王」為名一度復刊、但到今日也只復刊過一次。
本雜誌休刊後、作為綜合誌的一部分功能雖然由「電撃魔王」繼承，不過到2009年9月中，本雜誌以曾經使用過的「電撃Games」之名繼承其內容而創刊（雖然是繼承同年7月休刊的「電撃DS&Wii」編輯體制，但姐妹誌「電撃PlayStation」的工作人員也有參加），但這本雜誌同樣在2011年Vol.21時再次休刊。

## 外部連結
- 電撃Online 「電撃王」緊急增刊! （页面存档备份，存于）